# Kováčske lúky
Kováčske lúky este o arie protejată (arie specială de conservare — SAC, sit de importanță comunitară — SCI) din Slovacia întinsă pe o suprafață de 146,42 ha, integral pe uscat.

## Localizare
Centrul sitului Kováčske lúky este situat la coordonatele 48°22′40″N 21°42′53″E / 48.377732°N 21.714831°E.

## Înființare
Situl Kováčske lúky a fost declarat sit de importanță comunitară în aprilie 2004 pentru a proteja 18 specii de animale. Situl a fost protejat și ca arie specială de conservare în martie 2004.

## Biodiversitate
Situată în ecoregiunea panonică, aria protejată conține 4 habitate naturale: Ape stătătoare oligotrofe până la mezotrofe, cu vegetație de Littorelletea uniflorae și/sau de Isoëto-Nanojuncetea, Pajiști aluvionare inundabile, de Cnidion dubii, Păduri aluvionare cu Alnus glutinosa și Fraxinus excelsior (Alno-Padion, Alnion incanae, Salicion albae), Lacuri eutrofice naturale cu vegetație de tip Magnopotamion sau Hydrocharition.
La baza desemnării sitului se află mai multe specii protejate:
- păsări (15): lăcar mare (Acrocephalus arundinaceus), lăcar-de-rogoz (Acrocephalus schoenobaenus), rață pitică (Anas crecca), stârc roșu (Ardea purpurea), rață-cu-cap-castaniu (Aythya ferina), rața moțată (Aythya fuligula), buhai de baltă (Botaurus stellaris), egretă albă (Egretta alba), egretă mică (Egretta garzetta), presură de stuf (Emberiza schoeniclus), lișiță (Fulica atra), grelușel-de-zăvoi (Locustella luscinioides), Locustella naevia, stârc de noapte (Nycticorax nycticorax), corcodel mic (Tachybaptus ruficollis)
- amfibieni (1): buhai de baltă cu burta roșie (Bombina bombina)
- nevertebrate (2): fluturele purpuriu (Lycaena dispar), Unio crassus

Pe lângă speciile protejate, pe teritoriul sitului au mai fost identificate 7 specii de plante, 8 specii de mamifere.